# Маслово (Калининский район)
Ма́слово — деревня в Калининском районе Тверской области. Входит в состав Щербининского сельского поселения.

## История

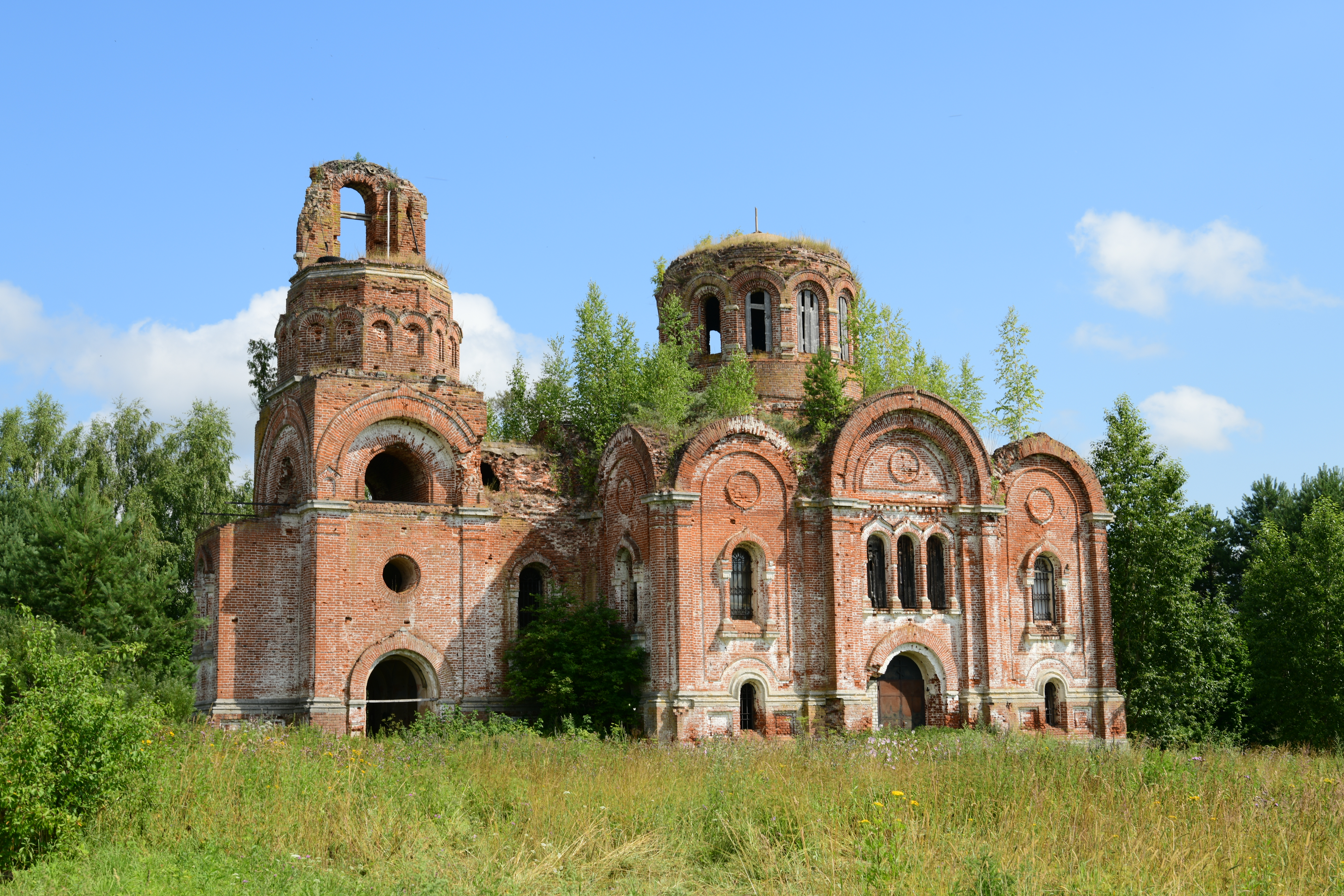
Церковь Зачатия Иоанна Предтечи в Маслово

Кирпичный храм с белокаменными цоколем и деталями построен на средства прихожан в нач. 1860-х годов. В 1864 году были освящены приделы Николая Чудотворца и Троицы, а главный престол - в 1874 г. Первое время рядом с новым храмом сохранялась деревянная церковь, сооруженная в 1749 г. местным вотчинником майором Я.С. Свечиным.
В конце XIX — начале XX века село входили в состав Щербининской волости Тверского уезда Тверской губернии. 
С 1929 года село входило в состав Чудовского сельсовета Тверского района Тверского округа Московской области, с 1935 года — в составе Калининской области, с 1994 года — в составе Щербининского сельского округа, с 2005 года — в составе Щербининского сельского поселения.

## Население
| 1859 | 1886 | 2002 | 2010 |
| ---- | ---- | ---- | ---- |
| 196  | ↘174 | ↘30  | ↘22  |

## Достопримечательности
В деревне расположена недействующая церковь Зачатия Иоанна Предтечи (1864).